# David Davies, 1. Baron Davies
David Davies, 1. Baron Davies (* 11. Mai 1880 in Llandinam, Montgomeryshire; † 16. Juni 1944 ebendort) war ein britischer Politiker (Liberal Party) und Mäzen.

## Leben und Tätigkeit

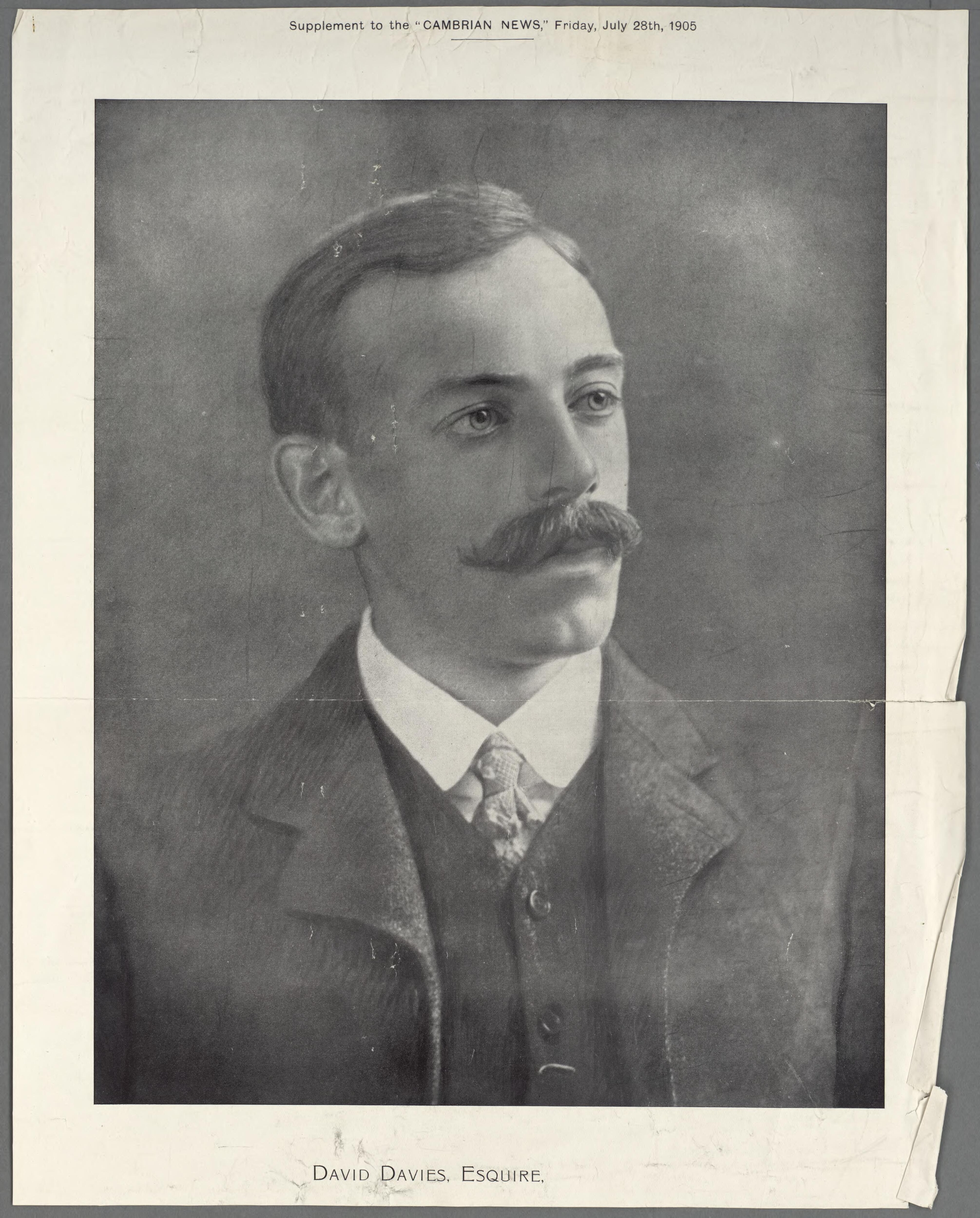
David Davies, um 1905

David Davies war der Spross einer reichen Industriellenfamilie. Er war der erstgeborene Sohn und hatte zwei jüngere Schwestern, Gwendoline Davies und Margaret Davies. Sein Vater war Edward Davies. Er wurde an der Merchiston Castle School in Edinburgh erzogen und studierte am King’s College der University of Cambridge, das er 1903 mit einem Abschluss verließ.
Anlässlich der britischen Parlamentswahl des Jahres 1906 wurde Davies als Kandidat der Liberal Party im Wahlkreis Montgomeryshire als Abgeordneter ins House of Commons, das britische Parlament, gewählt, dem er anschließend bis 1929 angehörte. Bei den Wahlen von 1912, 1918, 1922, 1923 und 1924 wurde sein Mandat bestätigt. Anlässlich seiner Erhebung in den Adelsstand im Jahr 1931 als 1. Baron Davies erhielt er einen Sitz im House of Lords. Am Ende des Ersten Weltkriegs, an dem er als Major beim 7. Bataillon der Royal Welch Fusiliers teilnahm, wurde Davis zum parlamentarischen Privatsekretär des damaligen britischen Premierministers David Lloyd George ernannt.
Abseits seiner politischen Tätigkeit machte Davies sich einen Namen als Förderer von Kunst und Kultur und anderen wohltätigen Zwecken: 1910 stiftete er 150.000 Pfund für das King Edward VII Welsh National Memorial, eine dem Gedenken an Eduard VII. gewidmete Initiative, die das Ziel verfolgte, die Tuberkulose in Wales auszurotten. 1919 stiftete er zu Ehren des US-Präsidenten Woodrow Wilson den weltweit ersten Lehrstuhl für Internationale Politik, der am University College of Wales in Aberystwyth untergebracht war. 1951 wurde dort das David Davies Memorial Institute of International Studies errichtet.
Das Scheitern der Genfer Abrüstungskonferenz von 1933 veranlasste Davies zur Gründung der New Commonwealth Society, die sich dem Ziel einer Reformierung des Völkerbundes zur Sicherung von Recht und Ordnung in der ganzen Welt widmete. Auch sonst war er einer der bekanntesten Unterstützer des Völkerbundgedankens im und außerhalb des britischen Parlaments. Im Sinne seiner pazifistischen Anschauungen propagierte Davies u. a. die schrittweise Umwandlung nationaler Armeen in eine internationale Polizeitruppe.
Von den nationalsozialistischen Polizeiorganen wurde Davies Ende der 1930er Jahre als wichtige Zielperson eingestuft: Im Frühjahr 1940 setzte das Reichssicherheitshauptamt in Berlin ihn auf die Sonderfahndungsliste G.B., ein Verzeichnis von Personen, die im Falle einer erfolgreichen deutschen Invasion Großbritanniens durch die Sonderkommandos der SS-Einsatzgruppen mit besonderer Priorität ausfindig gemacht und verhaftet werden sollten.

## Schriften
- The Problem of the Twentieth Century, 1930.